# Ark-La-Tex

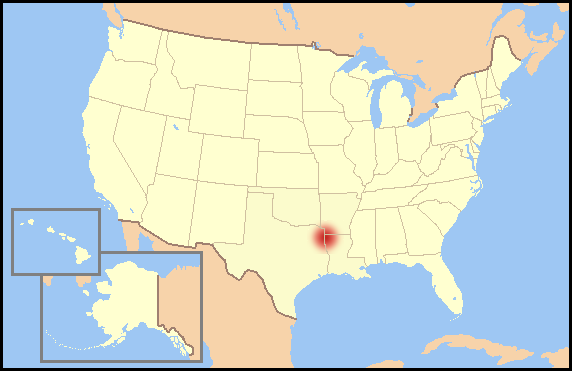
Zona regiunii socio-economice Ark-La-Tex indicată în cadrul USA.

Ark-La-Tex, Arklatex, ArkLaTex ori mai completa abreviere Arklatexoma, este o regiune socio-economică din  Statele Unite ale Americii aflată la locul de intersecție a patru state americane, Arkansas, Louisiana, Texas și Oklahoma.
Zona este centrată în jurul zonei metropolitane Shreveport - Bossier din nord-vestul Louisianei, deși orașele Marshall din nord-estul Texasului, Natchitoches din  Louisiana, precum ambele Texarkana,  Texas și Texarkana,  Arkansas dețin grade ridicate de autonomie.  Cea mai mare parte a regiunii se găsește în ecoregiunea Piney Woods, care este dominată de multiple păduri dese de arbori coniferi și cu frunze căzătoare. Pădurile sunt separate natural de mlaștini și canale de apă care sunt interconectate cu mari suprafețe de apă dulce, precum Caddo Lake sau chiar cu râul Red River, afluent al fluviului Fluviul Mississippi.

## Orașe
În Arkansas, Arkadelphia, Ashdown, Camden, Delight, De Queen, El Dorado, Fouke, Glenwood, Hope, Magnolia, Mena, Murfreesboro, Nashville, Stamps și Texarkana.
În Louisiana, Benton, Bernice, Blanchard, Bossier City, Greenwood, Hosston, Mansfield, Many, Minden, Mooringsport, Natchitoches, Plain Dealing, Pleasant Hill,  Ruston, Sarepta, Shongaloo, Shreveport, Springhill, Vivian și Zwolle
În Oklahoma, Antlers, Broken Bow, Haworth, Hugo și Idabel.
În Texas, Atlanta,  Athens, Bonham, Carthage, Clarksville, Crockett, Daingerfield, De Kalb,  Gilmer, Hallsville, Henderson, Hooks, Jacksonville, Jefferson, Kilgore, Longview, Lufkin, Marshall, Mount Pleasant, Mount Vernon, Nacogdoches, Naples, New Boston, New London, Omaha, Paris, Pittsburg, Scottsville, Sulphur Springs, Tatum, Texarkana, Tyler  și Waskom

## Nativi faimoși
| - Trace Adkins - Maya Angelou - Terry Bradshaw - Earl Campbell - Glen Campbell - William Childress - Van Cliburn - Bill Clinton - Johnnie L. Cochran - David Crowder - Ellen DeGeneres - Clint Dempsey - James L. Farmer | - George Foreman - Lefty Frizzell - John Wesley Hardin - James Pinckney Henderson - Don Henley - Jim Hogg - Mike Huckabee - Lamar Hunt - Alphonso Jackson - Lady Bird Johnson - Scott Joplin - Freddy King - Alan Ladd | - Joe R. Lansdale - Tracy Lawrence - Huddy Ledbetter - Jared Leto - Shannon Leto - Jeff Mangum - Matthew McConaughey - Neal McCoy - Don Meredith - Craig Monroe - Bill Moyers - Ross Perot - Jim Reeves | - Tex Ritter - Eddie Robinson - Billy Sims - Kenny Wayne Shepherd - Hal Sutton - B. J. Thomas - Billy Bob Thornton - David Toms - Jeremiah Trotter - Walter Prescott Webb - Forrest Whitaker - Hank Williams, Jr. - Lee Ann Womack |